# Agbangnizoun
Agbangnizoun  ist eine Stadt, ein Arrondissement und eine 244 km² große Kommune in Benin. Sie liegt im Département Zou. 

## Demografie und Verwaltung
Das Arrondissement Agbangnizoun hatte bei der Volkszählung im Mai 2013 eine Bevölkerung von 11.237 Einwohnern, davon waren 5384 männlich und 5853 weiblich. Die gleichnamige Kommune zählte zum selben Zeitpunkt 72.549 Einwohner, davon 34.782 männlich und 37.767 weiblich.
Die neun weiteren Arrondissements der Kommune sind Adahondjigon, Adingningon, Kinta, Kpota, Lissazounmè, Sahé, Siwé, Tanvé und Zoungoudo. Kumuliert umfassen alle zehn Arrondissements 53 Dörfer.